# Los Talibanes
Los Talibanes (conocidos en menor medida como Los Nortes) son un grupo delictivo mexicano con sede en San Luis Potosí y Zacatecas. El nombre de "Los Talibanes" se le atribuye a Iván Velázquez Caballero "El Talibán" o "El Z-50", quien rompió con Miguel Ángel Treviño Morales, "El Z-40", y se alió con el Cártel del Golfo para desplazar a su antiguo compañero.

## Historia
El líder de este grupo, Iván Velázquez Caballero inició su carrera criminal robando autos en Nuevo Laredo; a los 22 años fue encarcelado en la penitenciaría de La Loma por robo de vehículos y eventualmente comenzó a trabajar para Heriberto Lazcano Lazcano.
Al salir de la cárcel, se convirtió en el jefe regional del cartel en Nuevo Laredo y finalmente fue enviado al estado de Zacatecas en 2007, donde, según los informes, tenía alrededor de 400 hombres a su entera disposición. Velázquez Caballero también fue un importante operador financiero y blanqueador de dinero para Los Zetas. A diferencia de los miembros originales de Los Zetas que se unieron a la organización en la década de 1990, Velázquez Caballero no fue un exmiembro de las Fuerzas Armadas Mexicanas. Es uno de los pocos que asciende al liderazgo del grupo que no es un desertor militar. Mientras Velázquez Caballero ascendía a Los Zetas, cambió su nombre en clave L-50 por el apodo de El Talibán, una probable referencia a las técnicas de decapitación practicadas por Los Zetas y al grupo islamista.
Desde finales de 2011, Velázquez Caballero había anunciado su descontento por Treviño Morales a través de una serie de pancartas públicas dejadas en varias partes del noreste de México y subiendo varios videos en YouTube, donde lo acusó de configurar las detenciones o muertes de sus propios hombres. Este grupo nació en el estado de Tamaulipas, siendo apadrinados por la Policía estatal de Tamaulipas, durante la gestión gestión del anterior secretario de Seguridad, Arturo Gutiérrez García. Desde finales del 2011 los Talibanes tuvieron una violenta pugna contra Los Zetas, siendo comunes el abandono de cadáveres con cartulinas firmadas por Los Talibanes. Desde finales del 2019 los Talibanes se disputan junto al CJNG y el Cártel de Sinaloa para asegurar el control del estado de Zacatecas, esto por su localización geográfica, que lo hace idóneo para el tráfico de drogas (específicamente del fentanilo) y de migrantes. Desde entonces el estado de Zacatecas a ha sufrido un importante repunte de violencia.
Si bien las actividades del cártel iban en aumento desde el 2013 no fue hasta el 6 de marzo pasado cuando se les reconoció públicamente como una amenaza. Ocurrió en la conferencia mañanera del presidente Andrés Manuel López Obrador en San Luis Potosí. Comúnmente este grupo era subestimado y considerado una célula o pandilla más, esto a pesar de contar con presencia en entidades tan lejanas como el Estados de México o Quintana Roo. En la actualidad Raúl Velázquez Caballero, alias El Talibancito, es quien está a cargo del cártel. Según cifras del Secretariado Ejecutivo del Sistema Nacional de Seguridad Pública en 2020 las tasas de homicidio en el estado aumento un 255% el número de homicidios dolosos, siendo la mayoría de estos por la pugna entre cárteles.
El sitio InSight Crime reportó en marzo del 2021, que este grupo sería uno de los principales generadores de violencia en el estado de Zacatecas, estando aliado al Cártel de Sinaloa, y enfrentando al Cártel Jalisco Nueva Generación en cruentos enfrentamientos en municipios como Jerez o Valparaíso, dejando como resultado que los niveles de homicidio en ese estado sean de los más altos en el país.

## Actividades

### Ataques
- El 4 de febrero del 2019 fue atacado el vehículo donde se transportaba el legislador Pedro Carrizales "El Mijis", las autoridades reportaron que el atentado habría sido ordenado por “Los Talibanes”. El principal motivos sería una presunta represalia a la iniciativa de prohibir las corridas de toros y las peleas de gallos en el estado, actividades ligadas comúnmente al crimen organizado.[18][19][20]

- 2 de noviembre del 2019: es abandonado un cadáver decapitado en frente del palacio municipal de Loreto con una cartulina (firmada por Los Talibanes) mencionando que el occiso era un ladrón que actuaba en el municipio, además de amenazar a otros presuntos delincuentes.[21][22]

- El 3 de octubre del 2020 son hallados seis cuerpos encobijados (cinco hombre y una mujer) y con signos de haber sido torturados y ejecutados, esto en el municipio de Vanegas sobre los límites de San Luis Potosí y Zacatecas. El hallazgo se registró a la altura de la localidad de Zaragoza, cerca del kilómetro 58 de la carretera San Luis Potosí-Zacatecas.[23][24][25]

- - Dos días después trece cuerpos (11 hombres y dos mujeres) con rastros de tortura fueron hallados apilados en una camioneta a un lado de la carretera El Barril-Villa de Ramos, esto en el municipio de Villa de Ramos. La Guardia Nacional y las autoridades se encuentran investigando el incidente, resaltando que en el lugar del hecho fue hallada una cartulina donde menciona que los asesinados eran miembros del CJNG.[26][27]

### Caídas de líderes
- El 5 de noviembre del 2020 es arrestado Martín "R", fue detenido en la ciudad Aguascalientes por autoridades federales y locales, considerándole como un objetivo prioritario, por ser uno de los principales cabecillas del cártel.[28]

- 17 de marzo del 2021 son arrestados quince delincuentes pertenecientes a Los Talibanes, a los cuales se les decomisó una indeterminada cantidad de dinero, equipos de radiocomunicación y 11 kg de mariguana. El arresto tomó lugar en el municipio de Villa Hidalgo y las autoridades mencionaron que los delincuentes formaban parte de Los Talibanes, siendo sospechosos de varios crímenes en al menos tres estados.[29][30]

- 24 de agosto del 2021: Es detenido Víctor Manuel alías "El Destripador", junto a tres miembros de los Talibanes más fueron puestos a disposición de las autoridades. Los delincuentes fueron arrestados después de una persecución entre los límites de los estados de Aguascalientes y Zacatecas.[31][32]

- 12 de mayo de 2022: Es abatido Gary "N" cabecilla de los Talibanes, abatido en el municipio de Guadalupe, Zacatecas. "El Gary" había desempeñado como policía de Investigación en la FGJE, además de ser el autor intelectual del feminicidio de una alumna de Universidad Autónoma de Zacatecas.[33][34][35] Relacionado con este feminicidio, otro miembro de la facción criminal fue sentenciado a 35 años de prisión por el asesinato.[36]